# Episodi di Un amore senza tempo - The Time Traveler's Wife
La prima e unica stagione della serie televisiva Un amore senza tempo - The Time Traveler's Wife (The Time Traveler's Wife), composta da sei episodi, è stata trasmessa sul canale statunitense HBO dal 15 maggio al 19 giugno 2022.
In Italia la stagione è andata in onda su Sky Serie dal 13 al 27 giugno 2022.
| nº | Titolo originale | Titolo italiano | Prima TV USA   | Prima TV Italia |
| -- | ---------------- | --------------- | -------------- | --------------- |
| 1  | Episode 1        | Episodio 1      | 15 maggio 2022 | 13 giugno 2022  |
| 2  | Episode 2        | Episodio 2      | 22 maggio 2022 | 13 giugno 2022  |
| 3  | Episode 3        | Episodio 3      | 29 maggio 2022 | 20 giugno 2022  |
| 4  | Episode 4        | Episodio 4      | 5 giugno 2022  | 20 giugno 2022  |
| 5  | Episode 5        | Episodio 5      | 12 giugno 2022 | 27 giugno 2022  |
| 6  | Episode 6        | Episodio 6      | 19 giugno 2022 | 27 giugno 2022  |